# La Chasse sauvage du roi Stakh
Pour plus de détails, voir Fiche technique et Distribution.
La Chasse sauvage du roi Stakh (Дикая охота короля Стаха, Dikaya okhota korolya Stakha) est un film soviétique réalisé par Valeri Roubintchik et sorti le 2 avril 1980.

## Synopsis
Alors qu'il voyage dans une région reculée, l'ethnographe Andreï Beloretski, surpris par un orage trouve asile dans un vaste château « La Sapinière des Marais » édifié non loin de landes et de marécages.
Hébergé par la propriétaire du domaine, Nadejda Romanovna Ianovskaïa, il suscite la curiosité de celle-ci mais est lui même étonné par l'atmosphère étrange qui règne dans cette grande demeure où le fond des immenses salles se perd dans l'obscurité, où l'on entend des bruits inconnus, où le gérant, Ignati Berman-Gatsevitch et la domestique qui l'habitent, parlent si peu et si bas qu'on dirait qu'ils ont peur de leur voix ou de ce qu'ils vont dire.
Entendant quelqu'un psalmodier, il découvre le spectacle insolite de son hôtesse qui s'endort dans un amas de duvet tandis que la domestique prie pour éloigner le malin.
Cette ambiance inquiétante va être rompue par la visite d'invités venus célébrer la majorité de madame Ianovskaïa. Parmi eux on trouve Ales Vorona qui courtise la propriétaire de « La Sapinière des Marais » et le boute-en-train, Rygor Doubotovk, tuteur de Nadejda, accompagné de ses domestiques. Il offre à sa protégée, un grand portrait de son ancêtre, Roman Ianovski, et une magnifique robe. De plus, il invite Andreï à lui rendre visite mais pendant le bal, Ales qui voit dans l'ethnographe un rival, lui cherche querelle. Nadejda et son tuteur empêchent le conflit de dégénérer.
Le calme revient au château et Andreï découvre que les habitants de cette demeure sont terrorisés par « la Femme en bleu » qui lors de son exécution les a maudits, par le « Petit Homme », par le destin funeste qu'ont subi  plusieurs ancêtres de la famille, par, et surtout par, la chasse sauvage du roi Stakh.
Pour en savoir davantage Andreï ouvre un incunable qui contient le récit de la vie de Stakh Gorsky qui, avec son équipage, fut assassiné par Roman Ianovski, un ancêtre lointain de Nadejda. Pendant son agonie, le roi eut le temps de maudire toute la famille de son assassin jusqu'à la 20e génération. Ce récit est complété oralement par Ignati, le gérant, qui y ajoute tous les malheurs qui ont frappé la famille depuis des lustres et dont la perpétuation épouvante.
Andreï place là l'explication de la paranoïa de son hôtesse qui est partagée par la tante de Nadejda, la veuve Koulcha qu'il rencontre lors d'une promenade avec Andreï Svetilovitch, un étudiant qui courtise la propriétaire de « La Sapinière des Marais ». Son mari ayant été noyé dans les marécages, elle vit désormais avec Rygor son cocher, son cuisinier, son gardien.
Au cours de cette promenade, Andreï est blessé au bras par un tireur embusqué et, au château, pendant le repas, les conversations sont interrompues par le martèlement d'un troupeau de chevaux
qui passe et repasse tout près.
Peu de temps après, en sortant, il rencontre plusieurs orphelins qui mendient. Ils lui révèlent que leurs parents, poussés par la cavalerie du roi Stakh, ont disparu dans les marais. Rygor peut confirmer l'existence de ce troupeau parce qu'il laisse du crottin lors de ses passages.
Puis c'est l'assassinat d'Ignati Berman-Gatsevitch.
Beloretski, qui ne se décourage pas, se rend à la morgue pour avoir des renseignements et la seule chose qu'il apprend par le médecin légiste est qu'il ferait bien de ne pas s'occuper de cette affaire. En rentrant au château il est pris en chasse par un groupe de cavaliers mais il réussit à leur échapper grâce au brouillard.
Puis c'est l'assassinat d'Andreï Svetilovitch.
Cette fois, bien qu'il mette son existence en danger, il se rend au poste de police pour essayer de trouver pourquoi ce « quelque chose » sème la terreur et la mort dans cette contrée. C'est à peu près la même réponse qu'à la morgue et il comprend bien vite « qu'au lieu de chercher l'assassin, la police fait tout pour étouffer l'affaire ».
En se rendant chez Rygor Doubotovk qui l'avait invité il espère bien trouver la raison de ces évènements qui n'ont rien de surnaturel. Il voit d'abord que sa maison est un lieu de débauche mais par le spectacle de marionnettes qui y est donné, il découvre qu'il existe une autre version de la légende du roi Stakh : ce monarque n'est qu'imposteur qui veut la fille ou le château de son frère, Roman Ianovski. A table, il retrouve Ales qui le provoque en duel pour une futilité. Beloretski le blesse et les choses en restent là.
Rentré à « La Sapinière des Marais » les événements vont s'accélérer et Andreï comme tout le monde va savoir pourquoi et comment « La Femme en bleu », le « Petit Homme » et la « Chasse sauvage du roi Stakh » ont fait régner la terreur.

## Fiche technique
- Titre : La Chasse sauvage du roi Stakh
- Titre original : Дикая охота короля Стаха (Dikaya okhota korolya Stakha)
- Réalisation : Valeri Roubintchik
- Scénario : Valeri Roubintchik à partir de la nouvelle de Ouladzimir Karatkievitch
- Musique : Evgueni Aleksandrovitch Glebov (ru)
- Photographie : Tatiana Dmitrievna Loguinova (ru)
- Montage : Lioudmila Mikoulo
- Son : Viktor Semenovitch Mors[1]
- Décors : Aleksandr Ivanovitch Tchertovitch
- Costumes : Eleonora Grigorievna Semionova
- Société de production : Belarusfilm
- Société de distribution : Sovexportfilm
- Pays de production :  Union soviétique
- Langue originale : russe
- Format : couleur (sovcolor) - 35 mm - 1.37:1 - mono
- Genre : Drame, horreur et thriller
- Durée : 134 minutes version cinéma - 105 minutes version DVD
- Date de sortie :
  - URSS : 2 avril 1980

## Distribution
- Valentina Konstantinovna Chedrikova (ru) : Madame veuve Koulcha
- Elena Dimitrova[2]: Nadejda  Romanovna Ianovskaïa, maîtresse du domaine «La Sapinière des Marais»
- Iouri Dmitrievitch Doubrovine (ru) : le médecin légiste
- Roman Sergueïevitch Filippov (ru) : Rygor Doubotovk
- Albert Filozov : Ignati Berman-Gatsevitch, gérant du domaine des Ianovski
- Vladimir Anatolievitch Fiodorov (ru) : Bazil Berman-Gatsevitch frère d'Ignati
- Viktor Grigorievitch Ilitchiov (ru) : l'huissier
- Maria Kapnist : Maria, la domestique
- Aleksandr Ivanovitch Kharitonov (ru) : Andreï Svetilovitch
- Boris Khmelnitski : Ales Vorona
- Igor Iossifovitch Klass (ru) : Rygor, homme à tout faire de Madame Koulcha
- Boris Plotnikov : Andreï Beloretski, ethnographe
- Boris Leonidovitch Romanov (ru) : l'enquêteur médico-légal

Rôles secondaires :
Iouri Aleksandrovitch Batalov, D. Chpakovski, Anatoli Kazimirovitch Dlousski, A. Fenev, Marina Goutchinskaïa, Aleksandr Borissovitch Kachperov, Stanislav Maïsseï, B. Melnik, Tamara Trofimovna Moujenko, Andreï Plessanov, P. Romanov, Nikolaï Anfilokhievitch Tabachnikov-Zorine

## Distinctions

### Récompenses
- 1980 : Mystfest : meilleur film[3] au 1er festival international du « crime et du mystère » à Cattolica en Italie.
- 1980 : Festival des films du monde de Montréal : Grand prix spécial du jury pour Valeri Roubintchik
- 1980 : Au XeFestival international du film fantastique et de science-fiction de Paris : prix spécial du jury de la meilleure actrice à Valentina Konstantinovna Chedrikova (ru)
- 1981 :  diplômé au Festival international du film de science-fiction de Trieste (it)
- 1981 : Filmex : A Los Angeles, le film reçoit un diplôme car ce festival n'est pas un lieu de compétition.
- 1983 : Festival international du film fantastique de Bruxelles : Corbeau d'or remis au meilleur film fantastique

### Nomination
- 1980 : Festival international du film de Chicago : sélectionné pour le Gold Hugo du meilleur film.

## Analyse
Dans les suppléments du DVD, Valeri Roubintchik donne des informations qui permettent au profane de se faire une idée des conditions de tournage, sur la vie dans les milieux du cinéma et explique quels ont été ses choix pour adapter cette nouvelle à l'écran. Par exemple :
- Condensé : C'était Elena Alekseïevna Koreneva (ru) qui devait interpréter le rôle de Nadejda mais alors qu'ils étaient partis dans la région de Lvov, l'actrice n'a pas pu venir car elle jouait pour Anatoli Efros. Son choix s'est reporté sur Elena Dimitrova, une actrice bulgare qu'il avait brièvement rencontrée lors d'un festival cinématographique qui se déroulait dans son pays et auquel participaient de jeunes cinéastes des pays socialistes. À sa grande surprise Vladimir Matveïev, président du Goskino de Biélorussie a accepté et a obtenu l'autorisation du ministère de la culture de Bulgarie. Elena Dimitrovna ayant un accent qui ne convenait pas, elle a été doublée par Ivanova, une actrice de Lenfilm.

- Copie des sous-titres : «On nous a permis de tourner sur des polygones de chars de combat où il y a beaucoup de marécages...ont été tournés près de Minsk, sur un polygone militaire, plein de marais impraticables. L'équipe de tournage y risquait de s'embourber»

- Copie des sous-titres : « Il s'est avéré que ce thème était très actuel et des allusions que l'on pouvait y voir...quand notre film était au festival de Toronto, les journalistes américains m'avaient posé la question : « Comment avez-vous réussi à tourner un film anti totalitaire ? »...Je leur ai dit : « Mais non puisque l'action se situe ...vers la fin du XIXe siècle (un portrait de Nicolas II est accroché au mur du poste de police et un passager du fourgon cellulaire dit : « Nous sommes aujourd'hui le 1er janvier 1900). Ils me disent : « Nous, on comprend bien tout ce que vous voulez dire »

## Autour du film
Il est possible, grâce à la traduction automatique, de lire en ligne le roman «La Chasse sauvage du roi Stakh» dans le site

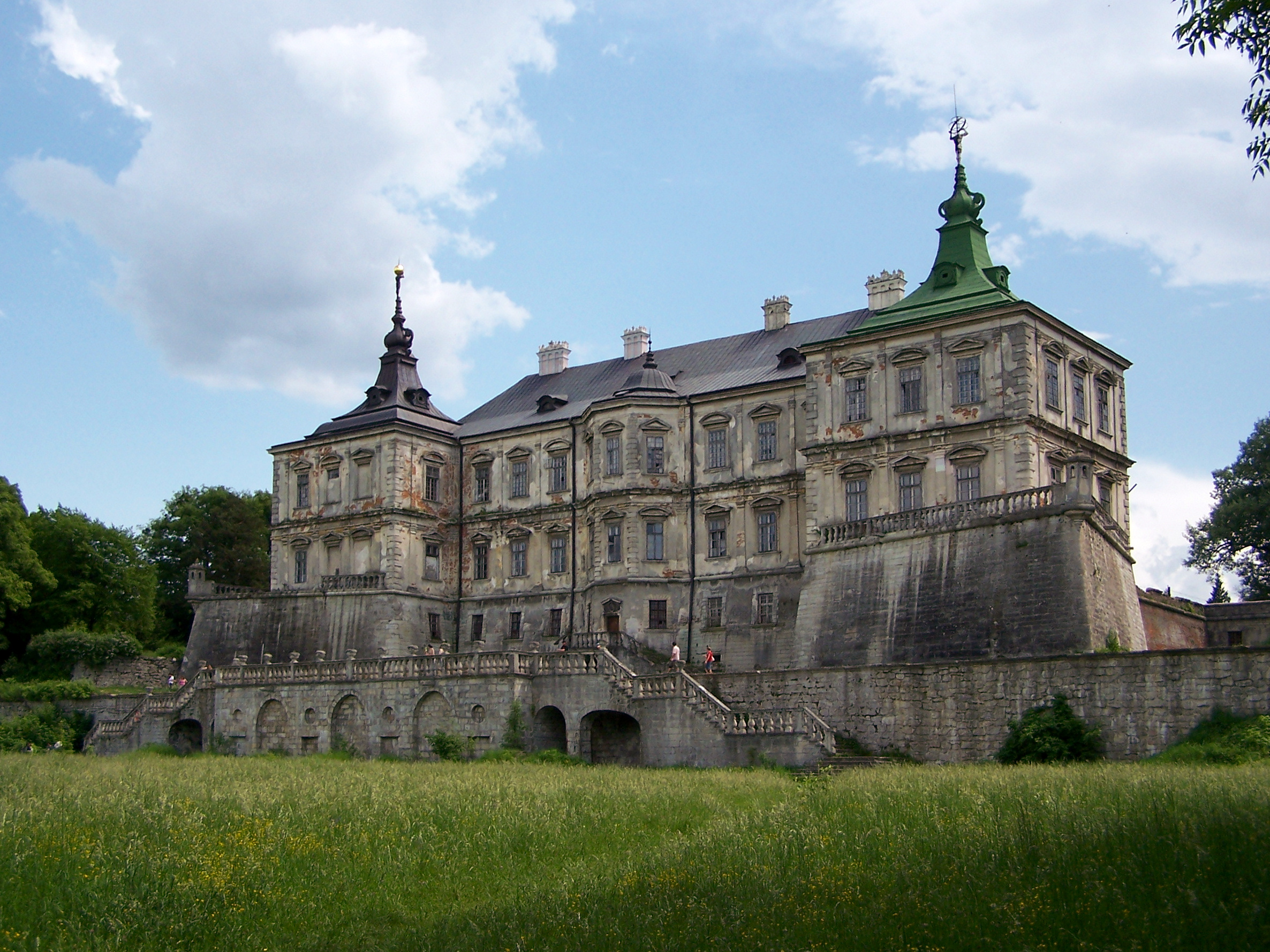
château de Pidhirtsi

Le tournage de nombreuses scènes extérieures a eu lieu devant le château de Pidhirtsi mais aussi près du château de Svirj près de Lvov, dans le raïon de Smaliavitchy où se trouve un terrain d'entraînement militaire, à Alabino près de Moscou où des cavaliers locaux ont tourné les scènes équestres et dans les studios de Belarusfilm pour les scènes d'intérieur.
Le site suivantrévèle plusieurs scènes qui ne se trouvent pas dans le roman.

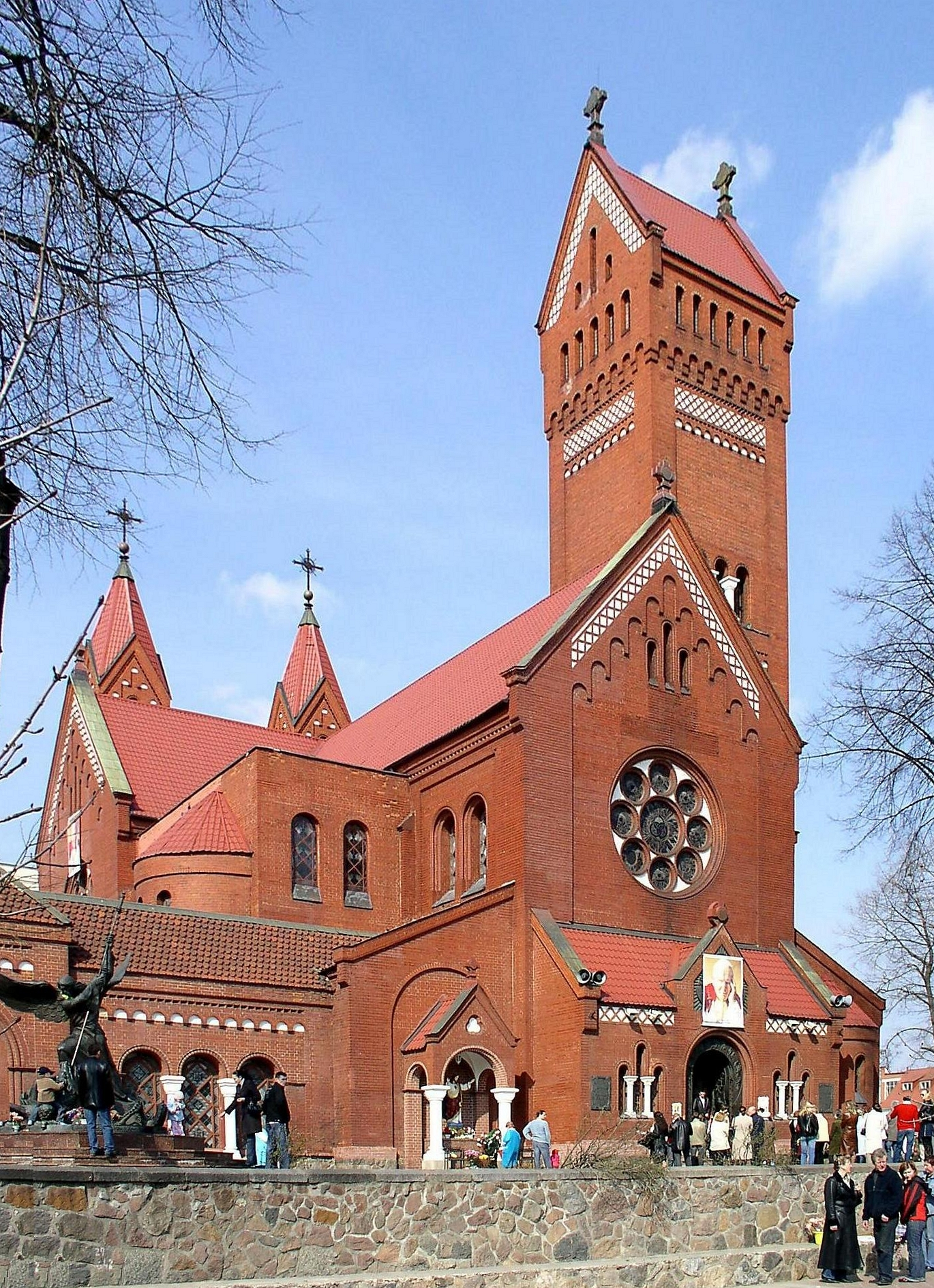
Église Saint-Siméon-et-Sainte-Hélène de Minsk

La première du film a eu lieu le 2 avril 1980 dans l' Église Saint-Siméon-et-Sainte-Hélène de Minsk où se trouvait alors la Maison du cinéma avant que cet édifice soit rendu au culte catholique en 1990. La maison du cinéma à Minsk (be) qui est un édifice strictement réservé au 7e art n'a ouvert ses portes qu'en septembre 2005.